# 33553 Наґай
33553 Наґай (33553 Nagai) — астероїд головного поясу, відкритий 11 травня 1999 року.
Тіссеранів параметр щодо Юпітера — 3,419.
Названо на честь Наґай (яп. ながい(長井) наґай)